# ミモザ (カクテル)
ミモザ (mimosa) は、シャンパン・ベースのカクテル。正式名称は『シャンパーニュ・ア・ロランジュ』（オレンジ・ジュース入りのシャンパン Champagne à  l'orange）。

## 由来
黄色の花をつけるミモザと色合いが似ていることから名付けられたといわれる。

## 標準的なレシピ
- シャンパン - 60ml
- オレンジ・ジュース - 60ml

### 作り方
フルート型のシャンパン・グラスにシャンパンを注ぎ、オレンジ・ジュースで満たして、軽くステアする。

### 備考
シャンパン以外のスパークリング・ワインをベースにして作られることもある。この場合はシャンパンベースではないので「シャンパーニュ・ア・ロランジュ」とは呼ばない。

## 類似のカクテル
ミモザと同じ材料（シャンパンとオレンジ・ジュース）を氷を入れたタンブラーに注ぎ軽くステアすると、バックス・フィズ (bucks fizz) と呼ばれるカクテルになる。バックス・フィズとミモザの違いは使用するグラス以外に、ミモザはグラスに氷を入れないのに対しバックス・フィズはグラスに氷を入れるという点がある。バックス・フィズもミモザ同様シャンパン以外のスパークリング・ワインをベースにして作られることもある。なおタンブラーはフルート型シャンパン・グラスより容量が多いため、バックス・フィズを作る際はタンブラーを満たすようにシャンパンとオレンジ・ジュースの量を適宜調節する。